# Еріц
Еріц (нім. Eriz) — громада  в Швейцарії в кантоні Берн, адміністративний округ Тун.

## Географія
Громада розташована на відстані близько 32 км на південний схід від Берна.
Еріц має площу 21,8 км², з яких на 2,7% дозволяється будівництво (житлове та будівництво доріг), 45,2% використовуються в сільськогосподарських цілях, 45% зайнято лісами, 7,1% не є продуктивними (річки, льодовики або гори).

## Демографія
2019 року в громаді мешкало 491 особа (-1,8% порівняно з 2010 роком), іноземців було 1,8%. Густота населення становила 23 осіб/км².
За віковим діапазоном населення розподілялося таким чином: 18,9% — особи молодші 20 років, 57,4% — особи у віці 20—64 років, 23,6% — особи у віці 65 років та старші. Було 220 помешкань (у середньому 2,2 особи в помешканні).
Із загальної кількості 175 працюючих 98 було зайнятих в первинному секторі, 17 — в обробній промисловості, 60 — в галузі послуг.